# Manuel Llano
Manuel Tadeo Llano Massa (Rosario, 26 agosto 1999) è un calciatore argentino, difensore della Casertana.

## Caratteristiche tecniche
È un terzino destro.

## Carriera
Cresciuto nel settore giovanile del Newell's Old Boys, debutta in prima squadra il 28 dicembre 2020 giocando l'incontro di Copa Diego Armando Maradona vinto 3-1 contro il Central Córdoba (SdE).
Il 12 gennaio 2024, passa a titolo definitivo all'Avellino, in Serie C, con cui firma un contratto di un anno e mezzo.
Il 22 gennaio 2025 si trasferisce a titolo definitivo alla Casertana.

## Statistiche

### Presenze e reti nei club
Statistiche aggiornate al 28 aprile 2025.
| Stagione        | Squadra           | Campionato      | Campionato | Campionato | Coppe nazionali | Coppe nazionali | Coppe nazionali | Coppe continentali | Coppe continentali | Coppe continentali | Altre coppe | Altre coppe | Altre coppe | Totale | Totale |
| Stagione        | Squadra           | Comp            | Pres       | Reti       | Comp            | Pres            | Reti            | Comp               | Pres               | Reti               | Comp        | Pres        | Reti        | Pres   | Reti   |
| --------------- | ----------------- | --------------- | ---------- | ---------- | --------------- | --------------- | --------------- | ------------------ | ------------------ | ------------------ | ----------- | ----------- | ----------- | ------ | ------ |
| 2020            | Newell's Old Boys | -               | -          | -          | CdL             | 2               | 0               | -                  | -                  | -                  | -           | -           | -           | 2      | 0      |
| 2021            | Newell's Old Boys | -               | -          | -          | CA+CdL          | 1+9             | 0               | CS                 | 4                  | 0                  | -           | -           | -           | 14     | 0      |
| Totale Newell's | Totale Newell's   | Totale Newell's | 0          | 0          |                 | 12              | 0               |                    | 4                  | 0                  |             | -           | -           | 16     | 0      |
| 2021            | Godoy Cruz        | PD              | 13         | 0          | CdL             | 1               | 0               | -                  | -                  | -                  | -           | -           | -           | 14     | 0      |
| 2022-gen. 2023  | Miedź Legnica II  | 3L              | 9          | 0          | -               | -               | -               | -                  | -                  | -                  | -           | -           | -           | 9      | 0      |
| 2023            | San Martín        | BN              | 33+1       | 0          | CA              | 3               | 0               |                    | -                  | -                  | -           | -           | -           | 37     | 0      |
| gen.-giu. 2024  | Avellino          | C               | 6          | 0          | CI-C            | 0               | 0               | -                  | -                  | -                  | -           | -           | -           | 6      | 0      |
| 2024-gen. 2025  | Avellino          | C               | 2          | 0          | CI+CI-C         | 0+2             | 0               | -                  | -                  | -                  | -           | -           | -           | 4      | 0      |
| Totale Avellino | Totale Avellino   | Totale Avellino | 8          | 0          |                 | 2               | 0               |                    | -                  | -                  |             | -           | -           | 10     | 0      |
| gen.-giu. 2025  | Casertana         | C               | 7          | 0          | CI              | 0               | 0               | -                  | -                  | -                  | -           | -           | -           | 7      | 0      |
| Totale carriera | Totale carriera   | Totale carriera | 71         | 0          |                 | 18              | 0               |                    | 4                  | 0                  |             | -           | -           | 93     | 0      |